# Carlo Ludovico Ragghianti
Carlo Ludovico Ragghianti (Lucques, 18 mars 1910 – Florence, 3 août 1987) est un critique et historien de l’art italien.

## Biographie
Carlo Ludovico Ragghianti est né à Lucques le 18 mars 1910 de Francesco, géomètre, et de Maria Cesari. Il a une soeur aînée  Erminia (1908-1991). 
Il étudie à Pise, où il est élève de Matteo Marangoni et enseigne à la « Normale » de Pise jusqu'en 1972. Sa formation a été influencée par l'esthétique de Benedetto Croce et par la théorie de la « pure vision » ; plus tard, il approche et approfondit les théories de Konrad Fiedler, Alois Riegl et Julius von Schlosser.
Carlo Ludovico Ragghianti débute comme écrivain en 1933, avec des essais sur les Carracci et Vasari et, plus tard, il écrit sur le cinéma et le théâtre comme expressions de l'art figuratif, ce qui démontre son intérêt pour toutes les manifestations du langage visuel. En 1935 il fonda, avec Ranuccio Bianchi Bandinelli la revue Critica d'arte à laquelle contribua Roberto Longhi.
Il fait partie des fondateurs du  Partito d’azione et après le 8 septembre 1943 - le jour de l’armistice entre les Italiens et les Alliés qui précéda la fondation, dans l’Italie du Nord, de la République fasciste – il organisa la Résistance en Toscane contre les Allemands et les fascistes italiens. Il fut président du Comité de Libération Nationale de la Toscane et chef du gouvernement provisoire à Florence le lendemain de la libération de la ville, le 11 août 1944.
Dans le gouvernement de Ferruccio Parri il fut sous-secrétaire d'État au ministère de l'Éducation nationale, chargé des Beaux-Arts : il fut engagé dans les problèmes institutionnels tels que la réforme universitaire, la formation des enseignants, de la protection de l'héritage artistique et de l'introduction de l'enseignement de l'histoire et de la critique du cinéma dans les Universités italiennes. Il prit comme directeur de cabinet Sandrino Contini Bonacossi, fils adoptif de l'antiquaire et collectionneur Alessandro. De 1952 en 1965, avec sa femme Licia Collobi, il réalisa la revue d'information et de culture artistique seleArte.
La théorie et la méthodologie sont une partie des Commenti di critica d'arte (« Commentaires de la critique d'art »), 1946, et du  Profilo della critica d'arte in Italia  (« Profil de la critique d'art en Italie »), 1948, les reconstitutions historiques et philologiques  Arte in Italia, 1967, l'interprétation contemporaine dans les livres  L’Impressionismo, (1946) et Mondrian e l'arte del XX secolo  qui obtint le « Prix Viareggio » en 1963. Aux arts plastiques il consacra trois volumes (1974-1979), résumés de ses recherches sur les cinéma, le théâtre et la philosophie de l'art.
De 1948 à 1972 il fut professeur à la faculté de lettres de l'Université de Pise.
Ragghianti fonde et parraine des institutions culturelles: l'Institut d'Histoire de l'Art et la Raccolta nazionale di Disegni e Stampe (« Collection nationale de dessins et gravures ») à l'Université de Pise (1969), l’ Università Internazionale dell'Arte de Florence (1980) et, avec son épouse, il constitua a Lucques la Fondazione Centro Studi sull'arte Licia e Carlo Ludovico Ragghianti .
Carlo Ludovico Ragghianti est mort à Florence le 3 août 1987 à l'âge de 77 ans.

## Publications
- (it) Profilo della critica d’arte in Italia, Florence, 1948.
- (it) Arte, fare e vedere. Dall’arte al museo, Florence, 1974.
- (it) Il caso De Chirico. Saggi e studi, Florence, 1979.
- (it) Opere di Carlo L. Ragghianti, Florence, 1980 .
- (it) Arte Essere Vivente dal diario critico 1982, Florence, Edizioni Pananti, 1984